# الحاقة (الرضمة)

تعديل مصدري - تعديل

الحاقة محلة تابعة لقرية الصبار، التابعة لعزلة كحلان بمديرية الرضمة إحدى مديريات محافظة إب في الجمهورية اليمنية.، بلغ تعداد سكانها 169 حسب تعداد اليمن لعام 2004.